# Magnus Westerborn
Magnus Westerborn, född  1953, är en svensk fotograf och författare.
Efter många år som fotograf på landstinget och frilansande fotograf, främst inom reklambranschen, gav Westerborn 2005 ut boken Bikeriders for Jesus om den kristna bikerskulturen i USA. Projektet omfattade även en utställning som visades på Arbetets Museum i Norrköping men också senare på Örebro konsthall och flera andra platser i Sverige, samt i Berlin. Westerborn är sedan många år bosatt i Örebro.